# Bürgermeisterei Orscholz
Die Bürgermeisterei Orscholz (auch Orschholz) war eine von ursprünglich zwölf preußischen Bürgermeistereien, in die sich der 1816 neu gebildete Kreis Saarburg im Regierungsbezirk Trier verwaltungsmäßig gliederte. Von 1822 an gehörte sie zur Rheinprovinz. Der Verwaltung der Bürgermeisterei unterstanden sieben Gemeinden. Der Verwaltungssitz war im namensgebenden Ort Orscholz, zeitweise in Freudenburg.
1927 wurde die Bürgermeisterei Orscholz in Amt Orscholz umbenannt, dieses 1946 aufgelöst. Seit 1946 gehören die Ortschaften zum Landkreis Merzig-Wadern im Saarland. 

## Gemeinden
Zur Bürgermeisterei Orscholz gehörten folgende Gemeinden (Einwohnerzahlen Stand 1830):
- Büschdorf mit der Tocksmühle (60 Häuser, 303 Einwohner)
- Eft-Hellendorf, Dorf Eft und Weiler Hellendorf mit der Retschmühle und dem Strupshaus (82 Häuser, 481 Einwohner)
- Nohn mit der Blechmühle, der Grünmühle sowie den Wohnplätzen Scheuerhof und Buttwag (63 Häuser, 379 Einwohner)
- Orscholz mit drei Mühlen und den Saarhäusern (162 Häuser, 974 Einwohner)
- Tünsdorf (126 Häuser, 702 Einwohner)
- Wehingen-Bethingen, Dorf Wehingen und Weiler Bethingen mit der Zeimetsmühle (102 Häuser, 552 Einwohner)
- Weiten mit zwei Mühlen und dem Haus auf Käsgewann (125 Häuser, 739 Einwohner)

## Geschichte
Alle Ortschaften im Verwaltungsbezirk der Bürgermeisterei Orscholz gehörten ursprünglich zum Herzogtum Lothringen, das 1766 an Frankreich fiel. Das Gebiet gehörte zur Bailliage de Bouzonville (Busendorf). Nach der französischen Revolution wurde 1790 eine neue Verwaltungsstruktur eingeführt. Das Gebiet der späteren Bürgermeisterei wurde dem Kanton Sierck im Département Moselle zugeordnet. Infolge der sogenannten Befreiungskriege wurde die Region 1814 zunächst einer österreichisch-bayerischen Verwaltung unterstellt und vorläufig dem Kanton Merzig im Departement der Saar zugeordnet. Dieser wurde anders als das übrige Gebiet des Linken Rheinufers auf dem Wiener Kongress (1815) zunächst Österreich zugeteilt. Im Zweiten Pariser Frieden trat Österreich mit Wirkung vom 1. Juli 1816 das Gebiet an das Königreich Preußen ab.
Unter der preußischen Verwaltung wurden im Jahr 1816 Regierungsbezirke und Kreise neu gebildet, die Bürgermeisterei Orscholz gehörte zum Kreis Saarburg im Regierungsbezirk Trier und ab 1822 zur Rheinprovinz. Im Jahr 1848 wurde der Sitz der Verwaltung vorübergehend von Orscholz nach Freudenburg verlegt.
Die Bürgermeisterei Orscholz wurde 1927, so wie alle Landbürgermeistereien in der Rheinprovinz, aufgrund des preußischen Gesetzes über die Regelung verschiedener Punkte des Gemeindeverfassungsrechts vom 27. Dezember 1927 in „Amt Orscholz“ umbenannt. Am 18. Juli 1946 wurden von der französischen Militärregierung die Gemeinden dem Saarland angeschlossen und 8. November 1946 dem Landkreis Merzig-Wadern zugeordnet. Die Gemeinden des Amtes Orscholz wurden gleichzeitig in das Amt Mettlach eingegliedert.
Seit der Gebiets- und Verwaltungsreform (1974) gehören die bis dahin eigenständigen Gemeinden Büschdorf und Eft-Hellendorf zu Perl, Nohn (Mettlach), Orscholz, Tünsdorf, Wehingen-Bethingen und Weiten zu Mettlach im Saarland.

## Statistiken
Nach einer „Topographisch-Statistischen Beschreibung der Königlich Preußischen Rheinprovinzen“ aus dem Jahr 1830 gehörten zur Bürgermeisterei Orscholz acht Dörfer, ein Weiler, neun Mühlen un vier einzeln stehende Häuser und Höfe. Im Jahr 1816 wurden insgesamt 2.964 Einwohner in 494 Haushalten gezählt, 1828 waren es 3.780 Einwohner, alle gehörten dem katholischen Glauben an.
Weitere Details entstammen dem „Gemeindelexikon für das Königreich Preußen“ aus dem Jahr 1888, das auf den Ergebnissen der Volkszählung vom 1. Dezember 1885 basiert. Im Verwaltungsgebiet der Bürgermeisterei Orscholz lebten insgesamt 4.051 Einwohner in 819 Häusern und 804 Haushalten; 4.031 der Einwohner waren katholisch, 18 evangelisch, zwe gehörten dem jüdischen Glauben an. Katholische Pfarreien bestanden in Eft, Orscholz, Tünsdorf und Weiten, die evangelischen Gläubigen waren der außerhalb liegenden Pfarrei in Merzig zugeordnet.
1885 betrug die Gesamtfläche der zur Bürgermeisterei gehörigen Gemeinden 6.020 Hektar, davon waren 2.859 Hektar Ackerland, 367 Hektar Wiesen und 2.475 Hektar Wald.